# Brawl in Hockeytown
Der Brawl in Hockeytown war eine Massenschlägerei im Rahmen eines Eishockeyspiels der National Hockey League. Am 26. März 1997 trafen in der Joe Louis Arena in Detroit, auch bekannt als Hockeytown, die Rivalen Detroit Red Wings und Colorado Avalanche aufeinander. Anlass der Schlägerei war ein Vorkommnis während der Finalserie 1996 der Western Conference.

## Vorgeschichte
Im sechsten Spiel der Finalserie 1996 der Western Conference wurde Kris Draper, Center der Detroit Red Wings, vom rechten Flügelstürmer der Colorado Avalanche, Claude Lemieux, von hinten gegen die Bande gecheckt. Draper trug Brüche der Nase, des Unterkiefers und des Wangenknochens, sowie eine Gehirnerschütterung davon. Colorado gewann das Spiel und zog ins Stanley-Cup-Finale ein, wo sie ebenfalls siegreich waren.

## Die Schlägerei
Die Teams trafen in der Saison 1996/97 drei Mal aufeinander, ohne dass es zu einem besonderen Zwischenfall kam. Doch im vierten Spiel der regulären Saison zwischen den beiden Teams kam es zu der Massenschlägerei. Kurz nach einer Kollision zwischen Detroits Igor Larionow und Colorados Peter Forsberg sah Darren McCarty, der in einer Reihe mit Kris Draper spielte, die Chance, seinen Kameraden zu rächen, und schlug mehrfach auf Claude Lemieux ein. Colorados Torhüter Patrick Roy skatete zur Mittellinie, um seinen Teamkameraden zu verteidigen, als er von Red-Wings-Stürmer Brendan Shanahan umgecheckt wurde. Während sich Avalanche-Verteidiger Adam Foote mit Shanahan anlegte, kam Detroits Torhüter Mike Vernon aus dem Tor und forderte Roy zum Kampf auf. Vernon entschied das Gefecht für sich und verließ das Eis ohne größeren Schaden. Patrick Roy hingegen blutete am Kopf.
Nach weiteren Keilereien und den dazugehörenden Strafen wurde das Spiel fortgesetzt und es stand nach 60 Minuten 5:5. Das Siegtor in der Verlängerung erzielte Darren McCarty.

## Reaktionen
Mike Vernon, der an diesem Tag seinen 300. Sieg in seiner Karriere feierte, sagte, dass dieses Spiel die Mannschaft für die Playoffs zusammengeschweißt hätte. Colorados Trainer Marc Crawford fragte sich, warum Darren McCarty nicht härter bestraft wurde und Avalanche-Angreifer Mike Keane kritisierte, dass Kris Draper nicht selbst in den Kampf eingegriffen hat, sondern andere für ihn gekämpft hätten. Scotty Bowman, Trainer der Red Wings, meinte nur, dass es nie soweit gekommen wäre, wenn sich Lemieux entschuldigt hätte.

## Strafzeiten
Insgesamt gab es während des Spiels zwei Spieldauer-Disziplinarstrafen, 18 große Strafen wegen Schlägereien, eine doppelte kleine Strafe, sowie 17 kleine Strafen. Ohne die Spieldauer-Disziplinarstrafen gab es in dem Spiel 128 Strafminuten.

### Spieldauer-Disziplinarstrafe
Detroit Red Wings: Aaron Ward

Colorado Avalanche: Brent Severyn

### Große Strafe (5 Minuten)
Detroit Red Wings: Jamie Pushor (x2), Kirk Maltby, Mike Vernon, Wladimir Konstantinow, Brendan Shanahan, Aaron Ward, Tomas Holmström, Darren McCarty

Colorado Avalanche: Brent Severyn (x2), René Corbet, Patrick Roy, Adam Deadmarsh (x2), Adam Foote, Mike Keane, Uwe Krupp

### Doppelte kleine Strafe (4 Minuten)
Detroit Red Wings: Darren McCarty

### Kleine Strafe (2 Minuten)
Detroit Red Wings: Kris Draper, Igor Larionow, Mike Vernon, Martin Lapointe, Darren McCarty, Kirk Maltby, Jamie Pushor

Colorado Avalanche: Scott Young (x2), Joe Sakic, Peter Forsberg, Adam Deadmarsh (x2), Patrick Roy, Sandis Ozoliņš (x3)